# Liste d'aéronefs (C)
Pour un article plus général, voir Liste des aéronefs.
- A
- B
- C
- D
- E-H
- I-M
- N-S
- T-Z

## Call Aircraft Company
- CallAir A
- CallAir A-1
- CallAir A-2
- CallAir A-3
- CallAir A-4
- CallAir A-5
- CallAir A-6
- CallAir A-7
- CallAir A-9
- CallAir B-1
- CallAir S-1

## Campini-Caproni
- Campini Caproni CC.2

## C.A.M.S.
Voir aussi Potez-C.A.M.S.
- C.A.M.S. 30E
- C.A.M.S. 31
- C.A.M.S. 32
- C.A.M.S. 33
- C.A.M.S. 36
- C.A.M.S. 37
- C.A.M.S. 38
- C.A.M.S. 46
- C.A.M.S. 50
- C.A.M.S. 51
- C.A.M.S. 52
- C.A.M.S. 53
- C.A.M.S. 54
- C.A.M.S. 55
- C.A.M.S. 56
- C.A.M.S. 58
- C.A.M.S. 80
- C.A.M.S. 90
- C.A.M.S. 110
- C.A.M.S. 120

## Canadair
- Canadair CC-106 Yukon
- Canadair CC-109 Cosmopolitain
- Canadair CC-144 Challenger
- Canadair CF-116 Freedom Fighter
- Canadair CP-107 Argus
- Canadair Challenger 600
- Canadair Challenger 601
- Canadair Challenger 604
- Canadair Challenger 605
- Canadair CL-2 North Star I, Canadair CL-4 North Star II, Canadair C-54GM, Canadair Argonaut
- Canadair CL-11
- Canadair CL-28
- Canadair CL-41 Tutor
- Canadair CL-44
- Canadair CL-66
- Canadair CL-84 Dynavert
- Canadair CL-215
- Canadair CL-415
- Canadair Regional Jet CRJ-100
- Canadair Regional Jet CRJ-200
- Canadair Regional Jet CRJ-700
- Canadair Sabre
- Canadair XT-142

## C.A.N.S.A.
- Cansa C.4
- Cansa C.5
- Cansa C.6 Falchetto
- Cansa F.C.12
- Cansa F.C.20

## CANT
(Voir aussi C.R.D.A.)
- CANT 6
- CANT 7
- CANT 10
- CANT 11
- CANT 12
- CANT 13
- CANT 18
- CANT 21
- CANT 22
- CANT 23
- CANT 25
- CANT 26
- CANT 35
- CANT 36
- CANT 37
- CANT 38
- CANT Z.501
- CANT Z.504
- CANT Z.505
- CANT Z.506
- CANT Z.508
- CANT Z.509
- CANT Z.511
- CANT Z.514
- CANT Z.515
- CANT Z.516
- CANT Z.1007
- CANT Z.1010
- CANT Z.1011
- CANT Z.1012
- CANT Z.1015
- CANT Z.1018
- CANT CNT 2
- CANT C.S.6

## Cantinieau
- Cantinieau C.100

## CAP
- CAP-1 Planalto
- CAP-3 Planalto
- CAP-4 Paulistinha
- CAP-5 Carioca
- CAP-6
- CAP-8
- CAP-9

## CAP Aviation
- CAP 10
- CAP 20
- CAP 21
- CAP 230
- CAP 231
- CAP 232

## Caproni
- Caproni Ca.1
- Caproni Ca.2
- Caproni Ca.3
- Caproni Ca.4
- Caproni Ca.5
- Caproni Ca.30
- Caproni Ca.31
- Caproni Ca.32
- Caproni Ca.33
- Caproni Ca.34
- Caproni Ca.35
- Caproni Ca.36
- Caproni Ca.37
- Caproni Ca.39
- Caproni Ca.40
- Caproni Ca.41
- Caproni Ca.42
- Caproni Ca.43
- Caproni Ca.44
- Caproni Ca.45
- Caproni Ca.46
- Caproni Ca.47
- Caproni Ca.48
- Caproni Ca.50
- Caproni Ca.51
- Caproni Ca.52
- Caproni Ca.56
- Caproni Ca.57
- Caproni Ca.58
- Caproni Ca.59
- Caproni Ca.73
- Caproni Ca.90
- Caproni Ca.101
- Caproni Ca.310
- Caproni Trento F.5
- Caproni-Vizzola C.22J

## Coopérative d'approvisionnement et de réparation de matériel aéronautique de Moulins
- CARMAM JP15/34, 15/36 et 15/38
- CARMAM JP20/90 Impala
- CARMAM M-100S Mésange
- CARMAM M-200 Foehn

## Carter Aviation Technologies
- CarterCopter

## Construcciones Aeronáuticas Sociedad Anónima
- CASA C-101 Aviojet
- CASA C-212 Aviocar
- CASA CN-235
- CASA C-295
- CASA 2.111
- CASA 207 Azor

## Caudron
- Caudron C.77
- Caudron C.270
- Caudron C.400
- Caudron C.440 Goéland
- Caudron C.460 Rafale
- Caudron C.600
- Caudron C.630 Simoun
- Caudron C.635 Simoun
- Caudron C.714
- Caudron C.800
- Caudron Jn.760 Cyclone
- Caudron G.2
- Caudron G.3
- Caudron G.4
- Caudron G.6
- Caudron R.11

## Centrair
- Centrair ASW 20F, ASW 20FL et ASW 20FP
- Centrair Pégase C101

## Cessna
- Cessna 120
- Cessna 140
- Cessna 150
- Cessna 152 Trainer/Commuter/Aerobat
- Cessna 162 Skycatcher
- Cessna 170
- Cessna 172 Skyhawk
- Cessna 175 Skylark
- Cessna 177 Cardinal
- Cessna 180 Skywagon
- Cessna 182 Skylane
- Cessna 185 Skywagon
- Cessna 188 Agwagon
- Cessna 195
- Cessna 205
- Cessna 206 Super Skywagon
- Cessna 207
- Cessna 208 Caravan I/Grand Caravan/Cargomaster
- Cessna 210 Centurion
- Cessna 303 Crusader
- Cessna 305
- Cessna 310
- Cessna 320
- Cessna 335
- Cessna 336 Skymaster
- Cessna 337 Skymaster
- Cessna 340
- Cessna 350
- Cessna 401
- Cessna 402
- Cessna 404 Titan
- Cessna 408 SkyCourier
- Cessna 411
- Cessna 414
- Cessna 421
- Cessna 441 Conquest
- Cessna 500 Citation
- Cessna 501 Citation II
- Cessna 560 Citation V
- Cessna 620
- Cessna 680 Citation Sovereign
- Cessna A-37 Dragonfly
- Cessna AT-17 Bobcat
- Cessna Bravo
- Cessna C-16
- Cessna C-28
- Cessna C-35
- Cessna C-77
- Cessna C-78 Bobcat
- Cessna C-94
- Cessna C-106
- Cessna LC-126
- Cessna Caravan
- Cessna Citation I
- Cessna Citation II
- Cessna Citation V
- Cessna Encore
- Cessna Ultra
- Cessna Citation III
- Cessna Citation X
- Cessna CitationJet
- Cessna Citation CJ1
- Cessna Citation CJ2
- Cessna Citation CJ3
- Cessna Citation Excel
- Cessna Citation Mustang
- Cessna Citation Sovereign
- Cessna CO-119 Bird Dog
- Cessna Conquest
- Cessna Corsair
- Cessna Crane
- Cessna Clipper
- Cessna DC-6
- Cessna L-19
- Cessna O-1 Bird Dog
- Cessna O-2 Skymaster
- Cessna OE-1
- Cessna T-37 Tweet
- Cessna T-41 Mescalero
- Cessna U-3 Blue Canoe

## Chalard
- Chalard Julcar

## Champion Aircraft Company
- Champion Citabria 150S
- Champion Scout

## Champion Aircraft Corporation
- Champion Challenger
- Champion 402 Lancer
- Champion 7GC Sky-Trac
- Champion 7HC DX’er
- Champion 7JC Tri-Con
- Champion Citabria
- Champion Olympia
- Champion Scout
- Champion Traveler
- Champion Tri-Traveler

## Changhe Aircraft Industries Corporation
- Changhe Z-11
- WZ-10

## Citroen-Marchetti
- Citroën RE-2

## Chance Vought
- Chance Vought A-7 Corsair II
- Chance Vought AU Corsair
- Chance Vought F4U Corsair
- Chance Vought F6U Pirate
- Chance Vought F7U Cutlass
- Chance Vought F8U Crusader
- Chance Vought O2U-1 Corsair
- Chance Vought XC-142
- Chance Vought XF5U
- Vought-Sikorsky 300

## Chengdu Aircraft Corporation
- Chengdu J-7
- Chengdu J-9
- Chengdu J-10

## Chichester-Miles
- Chichester-Miles Leopard

## Cirrus Design
- Cirrus SR20
- Cirrus SR21
- Cirrus SR22 & SR22G-2

## ČKD-Praga
- Praga E-36
- Praga E-39
- Praga E-40
- Praga E-41, Praga E-141, Praga E-241
- Praga BH-44
- Praga E-45
- Praga E-51
- Praga E-55
- Praga E-114 et E-115
- Praga E-210, Praga E-211, Praga E-212
- Praga E-214

## CNA
- CNA PM.1

## Coanda
- Coanda-1910

## Cody
- Cody V

## Columbia Aircraft
Voir aussi: Lancair
- Columbia 300
- Columbia 350
- Columbia 400

## Columbia Aircraft Company
- Columbia XJL-1

## Comte
- Alfred Comte AC-1
- Alfred Comte AC-4 Gentlemann

## Commonwealth Aircraft Corporation
- CA-17 Mustang 20
- CAC Avon Sabre
- CAC BoomerangCA-12
- CAC Wackett
- CAC Winjeel
- CAC Wirraway

## Conair
- Conair Firecat

## Consolidated Aircraft Corporation
- Consolidated A-11
- Consolidated A-44
- Consolidated B-24 Liberator
- Consolidated B-32 Dominator
- Consolidated XB-41 Liberator
- Consolidated Fleetster
- Consolidated XBY
- Consolidated B2Y
- Consolidated C-11 Fleetster
- Consolidated C-22 Fleetster
- Consolidated C-87 Liberator Express
- Consolidated C-109 Liberator
- Consolidated Canso
- Consolidated Courier
- Consolidated CXP-28
- Consolidated P-30
- Consolidated PT-3
- Consolidated PT-11
- Consolidated PY
- Consolidated P2Y
- Consolidated P3Y
- Consolidated PB-2
- Consolidated P4Y Privateer
- Consolidated P5Y
- Consolidated PBY Catalina
- Consolidated PB2Y Coronado
- Consolidated PB3Y
- Consolidated PB4Y Privateer
- Consolidated TBY Sea Wolf
- Consolidated XP-27
- Consolidated XP-33
- Consolidated Y1P-25
- Consolidated YP-27
- Consolidated Y1P-28

## Convair
- Convair Model 37
- Convair 110
- Convair 240
- Convair 300
- Convair 340
- Convair 440 Metropolitan
- Convair 540
- Convair 580
- Convair 600
- Convair 640
- Convair 660
- Convair 880
- Convair 990
- Convair 5800
- Convair B-36 Peacemaker
- Convair XB-46
- Convair XB-53
- Convair B-58 Hustler
- Convair YB-60
- Convair C-131 Samaritan
- Convair F-102 Delta Dagger
- Convair F-106 Delta Dart
- Convair XFY Pogo
- Convair F2Y (F-7) Sea Dart
- Convair R3Y Tradewind
- Convair R4Y Samaritan
- Convair T-29
- Convair X-12
- Convair X-6
- Convair XC-99
- Convair XF-92
- Convair XP-81

## Corben
- Corben Baby Ace
- Corben Junior Ace
- Corben Super Ace

## Couzinet
- Couzinet 10 Arc en ciel
- Couzinet 21 et 22
- Couzinet 27 Arc en ciel
- Couzinet 30
- Couzinet 33 Biarritz
- Couzinet 40
- Couzinet 70 Arc en Ciel III
- Couzinet 80
- Couzinet 100, 101 et 103

## Cub Aircraft
- CUB Prospector
- CUB Cub

## Cub Crafters
- CubCrafters CC18-180 Top Cub
- CubCrafters CC19-180 XCub

## Culver
- Culver Cadet
- Culver Dart
- Culvert PQ-8
- Culver PQ-14

## Curtiss
- Curtiss A-3 Falcon
- Curtiss A-4 Falcon
- Curtiss A-5 Falcon
- Curtiss A-6 Falcon
- Curtiss A-8 Shrike
- Curtiss A-12 Shrike
- Curtiss A-14 Shrike
- Curtiss A-18 Shrike
- Curtiss A-25 Shrike
- Curtiss A-40
- Curtiss A-43 Blackhawk
- Curtiss B-2 Condor
- Curtiss BFC Goshawk
- Curtiss BF2C Goshawk
- Curtiss BTC
- Curtiss BT2C
- Curtiss C-10 Robin
- Curtiss C-30 Condor
- Curtiss C-46 Commando
- Curtiss C-55 Commando
- Curtiss C-76 Caravan
- Curtiss C-113 Commando
- Curtiss C-143
- Curtiss Canuck
- Curtiss Cleveland
- Curtiss CW-21 Demon
- Curtiss Falcon
- Curtiss FC
- Curtiss F2C
- Curtiss F3C
- Curtiss F4C
- Curtiss F.5L
- Curtiss F6C Hawk
- Curtiss F7C Seahawk
- Curtiss F8C Falcon
- Curtiss F9C Sparrowhawk
- Curtiss F10C Helldiver
- Curtiss F11C Goshawk
- Curtiss F12C
- Curtiss F13C
- Curtiss F14C
- Curtiss F15C
- Curtiss H-1 America
- Curtiss H-2
- Curtiss H-4
- Curtiss H-8
- Curtiss H-12
- Curtiss H-16
- Curtiss H.75 Hawk
- Curtiss HA
- Curtiss HS, Curtiss HS-1L & Curtiss HS-2L
- Curtiss Jenny
- Curtiss JN-3
- Curtiss JN-4
- Curtiss Kittyhawk
- Curtiss Mohawk
- Curtiss N-9
- Curtiss NBS-1
- Curtiss NC
- Curtiss O-1 Falcon
- Curtiss P-1 Hawk
- Curtiss P-2 Hawk
- Curtiss P-3 Hawk
- Curtiss P-5 Superhawk
- Curtiss P-6 Hawk
- Curtiss PW-8
- Curtiss P-11 Hawk
- Curtiss P-36 Hawk
- Curtiss P-40 Warhawk
- Curtiss P-60
- Curtiss SC Seahawk
- Curtiss SBC Helldiver
- Curtiss SB2C Helldiver
- Curtiss Seamew
- Curtiss SOC Seagull
- Curtiss SOC-2
- Curtiss SOC-3
- Curtiss SOC-4
- Curtiss  P40 Tomahawk
- Curtiss XF-87 Blackhawk
- Curtiss XP-10
- Curtiss XP-14
- Curtiss XP-17
- Curtiss XP-18
- Curtiss XP-19
- Curtiss XP-21
- Curtiss XP-22 Hawk
- Curtiss XP-23 Hawk
- Curtiss XP-31
- Curtiss XP-37
- Curtiss XP-42
- Curtiss XP-46
- Curtiss XP-53
- Curtiss XP-55 Ascender
- Curtiss XP-62
- Curtiss XP-71
- Curtiss YA-10 Shrike
- Curtiss YP-20 Hawk
- Curtiss XP-60

## Curtiss-Reid
- Curtiss-Reid Rambler

## Curtiss-Wright
- Curtiss-Wright AT-9 Jeep
- Curtiss-Wright CW-12 Sport Trainer
- Curtiss-Wright CW-14 Sportsman et Speedwing
- Curtiss-Wright CW-15 Sedan
- Curtiss-Wright CW-16 Light Sport
- Curtiss-Wright CW-21 Demon
- Curtiss-Wright SNC Falcon
- Curtiss-Wright X-19
- Curtiss-Wright XF-87 Blackhawk

## Custer
- Custer CCW-1
- Custer CCW-2
- Custer CCW-5

## CVT
- CVT M-200

- A
- B
- C
- D
- E-H
- I-M
- N-S
- T-Z